# Cotopaxi
Cotopaxi är en vulkan i Ecuador, landets näst högsta med 5 897 meter över havet (den högsta är Chimborazo) och av världens aktiva vulkaner är den en av de högsta. Cotopaxi är belägen omkring 50 kilometer söder om Quito och den är mer än 3 000 meter högre än omgivande terräng. Vulkanens bas har en bredd på omkring 23 kilometer. Cotopaxi är en av åtta aktiva vulkaner i Ecuador som ligger i  Stilla havets eldring, en zon med stark seismisk aktivitet.
Cotopaxi har haft fler än 50 eruptioner sedan 1738 och de kraftigaste inträffade 1744, 1768 och 1877.  Under 1900-talet inträffade ett mindre utbrott 1904 och 15 augusti 2015 utlyste Ecuador katastroftillstånd sedan vulkanen hade ett nytt vulkanutbrott. Ett otal dalar som formats av lerfloder (lahar) omger vulkanen. Dessa lerfloder är en stor risk för människorna som bor i närheten. Staden Latacunga har förstörts fullständigt åtminstone två gånger. 

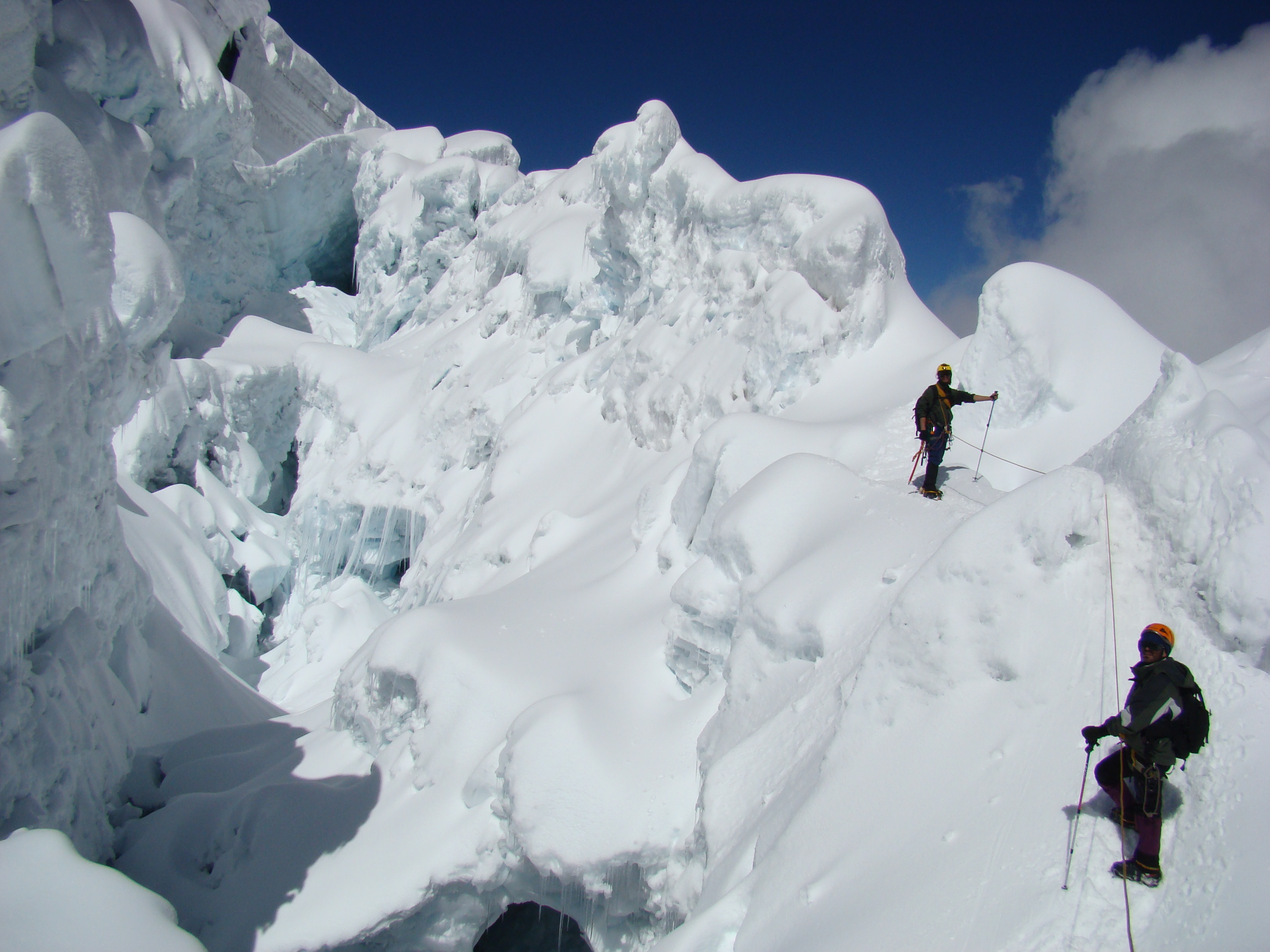